# Хеклинген
Хеклинген (њем. Hecklingen) град је у њемачкој савезној држави Саксонија-Анхалт. Једно је од 21 општинског средишта округа Салцланд. Према процјени из 2010. у граду је живјело 7.685 становника. Посједује регионалну шифру (AGS) 15089175.

## Географски и демографски подаци
Хеклинген се налази у савезној држави Саксонија-Анхалт у округу Салцланд. Град се налази на надморској висини од 75 метара. Површина општине износи 95,3 km². У самом граду је, према процјени из 2010. године, живјело 7.685 становника. Просјечна густина становништва износи 81 становника/km².

## Међународна сарадња
| Мјесто | Држава | Врста сарадње | Од    |
| ------ | ------ | ------------- | ----- |
|        | Пољска | партнерство   | 1995. |
| Извор  |        |               |       |